# Mogens von Harbou
Mogens Hans Dietrich von Harbou und von der Hellen (* 24. November 1905 in Oldenburg (Oldenburg); † 18. Dezember 1946 in Dachau) war ein deutscher Verwaltungsjurist. Während der Deutschen Besetzung Polens 1939–1945 war er Kreishauptmann.

## Leben
Harbous Vater Bodo von Harbou gehörte zum militärischen Widerstand gegen den Nationalsozialismus. Mogens studierte nach dem Gymnasialbesuch ab 1924 Rechtswissenschaft an der Universität Göttingen und der Preußischen Universität zu Greifswald. Er wurde 1925 im Corps Pomerania Greifswald aktiv und bewährte sich als Subsenior und Senior.
Nach dem Referendarexamen wurde er im Dezember 1928 in Göttingen zum Dr. iur. promoviert. Im April 1932 bestand er die Große Juristische Staatsprüfung. Danach bis Ende 1932 Assessor, ließ er sich in Berlin als Rechtsanwalt nieder. 1935 veröffentlichte er in einer medizinischen Fachzeitschrift einen Beitrag zur strafrechtlichen Beurteilung drogenabhängiger Ärzte. Von 1937 bis 1939 betätigte er sich auch als Landwirt.
Harbou heiratete am 4. März 1933 in Berlin die Jurastudentin Marie-Luise Freiin von Hammerstein-Equord (1908–1999), Tochter des Kurt von Hammerstein-Equord und schon in der Schulzeit Mitglied der KPD. Die Ehe wurde bereits drei Jahre später am 22. Dezember 1936 in Berlin geschieden. Wie sein erster Schwiegervater von Hammerstein-Equord war auch von Harbou um diese Zeit Mitglied der Berliner Casinogesellschaft. Am 12. August 1938 heiratete er in Berlin-Zehlendorf Louise (Lili) Adelheid Hildegard geb. von Ribbeck (1914–1985). Eines der drei gemeinsamen Kinder ist der Journalist, Germanist und Historiker Knud von Harbou (* 1946 in Bremen), der u. a. für die Süddeutsche Zeitung sowie als Universitätsdozent tätig war und eine Biografie über Franz Josef Schöningh verfasst hat.
Nach der Reichstagswahl März 1933 trat von Harbou Anfang Mai 1933 der NSDAP (Mitgliedsnummer 2.264.816) bei. Nach Ausbruch des Zweiten Weltkrieges war Harbou im Generalgouvernement ab Februar 1940 Stellvertreter des Kreishauptmanns von Jaroslau. Im Sommer 1941 amtierte er für acht Wochen als kommissarischer Polizeidirektor in Lublin. Aus diesem Jahr ist eine von ihm als Polizeidirektor erlassene Anordnung Nr. 247 über die Benutzung öffentlicher Verkehrsmittel durch Juden im Bereich der Stadt Lublin erhalten. Im Juli 1941 war Harbou bei der Militärverwaltung in Drohobycz eingesetzt. Danach amtierte er ab Mitte August 1941 als Kreishauptmann in Sambor und von April 1942 bis April 1944 in derselben Funktion in Tarnopol. Sein Stellvertreter in Sambor (seit Februar 1942) und in Tarnopol war Franz Josef Schöningh. In dieser Zeit führte er Erschießungen an Zivilisten durch. Gemäß einer späteren Aussage hatte „Harbou damals die Tötung der Juden mit dem Wort Umsiedeln umschrieben“, und sich damit dem von den Nationalsozialisten zur Tarnung verwendeten Sprachgebrauch angeschlossen. Der Heinrich Himmler unterstellte Sicherheitsdienst des Reichsführers SS hatte im sogenannten Schenk-Bericht von Mai 1943 an das Reichssicherheitshauptamt (RSHA) einerseits Einiges an von Harbous außerdienstlicher Lebensführung auszusetzen, andererseits wurde seine Amtsführung gelobt: „Harbou […] und Schöningh […] haben in ihrer fachlichen Arbeit, das heißt in Erfüllung der reichswichtigen Aufgaben und der Führung der nichtdeutschen Bevölkerung bewiesen, daß sie über ein überdurchschnittliches Format verfügen.“
Von Juni 1944 bis Dezember 1944 leitete Harbou die Abteilung „Innere Verwaltung“ und damit auch die Polizei im Distrikt Warschau. Danach wurde er zur Wehrmacht eingezogen.
Nach Kriegsende zunächst in Bremen, wurde er im US-amerikanischen Internierungslager Dachau inhaftiert. Schöningh, der 1945 zu den Mitgründern der Süddeutschen Zeitung gehörte, stellte ihm auf dem Briefpapier der Zeitung am 12. Oktober 1945 ein Entlastungsschreiben aus. Gegen Harbou lag schon wegen seiner bloßen Funktion als Kreishauptmann ein polnischer Auslieferungsantrag gemäß dem Londoner Statut vor. Als trotz der Bescheinigung durch Schöningh die Auslieferung bevorstand, beging er Selbstmord.